# Kim Boi (damesorde)
De Kim Boi (Vietnamees: voor "Gouden decoratie" of "gouden hanger"), ook wel "Khim Boi") is een Vietnamese damesorde die door de Keizer van Vietnam werd uitgereikt. De orde is het voor dames bestemde equivalent van de Kim Khanh en lijkt uiterlijk op deze onderscheiding.
De onderscheiding werd ingevoerd en kende drie graden. In de praktijk werden alleen de Ie Klasse uitgereikt, maar die kende twee graden. De Ie Graad was met zes "tien" (kralen van koraal) versierd. De IIe Graad was met vier "tien" versierd.
De keizers verleenden deze onderscheiding voor bijzondere verdiensten.
De Kim Boi was een van de zeven ridderorden van het Keizerrijk Vietnam. Toen Vietnam onder Frans koloniaal bestuur werd gebracht stelden de in Hué regerende keizers van Annam ridderorden naar Europees model in.
De orde werd in 1889 door Keizer Thanh-Thai ingesteld. Deze keizer uit de Nguyễn-dynastie regeerde onder Franse "protectie" van 1889 tot 1907.
De orde sluit qua ontwerp en draagwijze aan bij de Chinese voorbeelden. De Chinese keizers waren lange tijd de suzereinen van de Vietnamese keizers en het taoïstische Keizerlijk Hof in Hué werd sterk door de Chinese hofcultuur beïnvloed. China kende niet de Europese traditie van kruisen, die aangaven of iemand lid van een van de ridderorden was. In plaats daarvan droeg men met bijzondere dieren geborduurde gewaden, pauwenveren op de hoed of andere kledingstukken, die niet zonder keizerlijke toestemming mochten worden gedragen.
De Orden van Kim Boi en Khim Khanh lijkt op de Chinese voorbeelden, omdat het om een deel van een kostuum lijkt te gaan. Het is ook geen kruis. Het ornament bestaan uit twee rug aan rug gesoldeerde gouden platen met daarop versieringen en Chinese karakters. Deze platen hebben de vorm van een Chinese gong. Onder de gong hangen strengen zijde die door kralen van koraal zijn gehaald. De vele kralen zijn kenmerkend voor de Oosterse onderscheidingen. Waar men in het westen genoegen nam met een kruis waarvan de nominale waarde gering was en de eer dat kruis te dragen voorop stond, is bij een onderscheiding als de Khim Khanh het in het versiersel gebruikte goud belangrijk.
De orde werd toen Vietnam een republiek werd in eerste instantie aangehouden. Op de schriftrol op de gong was tijdens de republiek geen tekst aangebracht. De kleuren van de kralen zijn in een in 2012 in Parijs aangeboden Khim Boi Ie Graad uit de regeringsperiode van Khải Định (1916-1925) blauw en wit. De drie zijden strengen zijn geel, rood en groen.